# Casa modernista del carrer Major, 34 (Torrelles de Llobregat)
La Casa modernista del carrer Major, 34 és una obra de Torrelles de Llobregat (Baix Llobregat) inclosa a l'Inventari del Patrimoni Arquitectònic de Catalunya.

## Descripció
Casa de planta quadrada d'un pis i a la que s'hi accedeix mitjançant una escalinata. La planta baixa a nivell de façana es compon d'una porta adovellada, flanquejada a cada costat per una finestra; totes reforçades amb maó i obra vista. Al primer pis, la façana se centralitza amb un balcó de dos sortides, i a cada extrem una finestra molt allargada i tot emmarcat per quatre pilastres. A la part superior, una terrassa amb interessants detalls en ferro forjat a la barana.

## Història
Edifici d'inicis del segle xix.